# Гераклит Родиапольский
Гераклит Родиапольский (др.-греч. Ἡράκλειτος) — древнегреческий медик времен ранней Римской империи.

## Биография
Родился в городе Родиаполе (Ликия). О родителях нет сведений. Учился в Смирнской медицинской школе. Приобрел себе значительное состояние, работая частным врачом в Александрии Египетской, Афинах, на острове Родос. Вероятно был опытным и уважаемым медиком, свидетельством этому является почетный надпись, где восхваляется как первый врач всех времен.
После возвращения в Родиаполь возвёл на свои средства храм Эскулапу и Гигиее, в котором были поставлены статуи этих божеств. Кроме того, подарил городу 60 тысяч сестерциев для раздачи и на обустройство соревнований в праздник Эскулапа. После этого стал бесплатно лечить жителей родного города.

## Творчество
Гераклит был автором медицинских и философских произведений в прозе и в стихах. Ими заслужил прозвище «Гомера медицины». Все свои произведения он подарил своему родному городу, а кроме того, Александрии, Родосу и Афинам. В Родиаполе ему, кроме других знаков почета, соорудили еще «статую за научное образование». Ничего из его творчества не сохранилось.